# Защитник Седов (фильм)
«Защи́тник Седо́в» — советский среднеметражный художественный фильм Евгения Цымбала 1988 года по одноимённому рассказу Ильи Зверева о времени «большого террора». Удостоился наград на ряде международных фестивалей.
Прототипом главного героя послужил адвокат В. Л. Россельс.

## Сюжет
К московскому адвокату Седову приезжают три женщины из деревни с просьбой спасти от несправедливого смертного приговора осуждённых по 58-й статье агрономов местного райзо. Седов не хочет браться за дело, из-за которого сам может стать жертвой политических репрессий, но под эмоциональным давлением женщин соглашается и едет в провинциальный город Энск, где проходят слушания по делу. Установив, что дело полностью сфабриковано, а при следствии допущены грубейшие нарушения, он обращается с жалобой к «Большому Прокурору» (намёк на Андрея Вышинского).
Через некоторое время в помещение адвокатской коллегии, где работает Седов, заходят несколько сотрудников НКВД и уводят Седова с собой. Он попадает в зал суда, где прокурор произносит эффектную речь о том что все проводившие следствие и связанные с ним были расстреляны как «троцкистско-бухаринские агенты», «вредители» и «шпионы», а работники райзо были оправданы; прокурор призывает подняться всех присутствующих в зале, чтобы аплодисментами выразить одобрение Седову за его «бдительность», благодаря которой был «разоблачён» очередной заговор внутренних врагов. 
Таким образом, спасая нескольких невинных, Седов становится невольным виновником гибели ещё большего количества людей. 

## В ролях
- Владимир Ильин — Владимир Седов
- Альбина Матвеева — Ольга, жена Седова
- Тамара Чернова — Мария Антоновна
- Наталья Щукина — Катя
- Игорь Штернберг — муж Кати (в титрах — Игорь Николаев)
- Вацлав Дворжецкий — Осмоловский, заключённый
- Александр Жарков — муж Вали
- Пётр Меркурьев — четвёртый заключённый
- Всеволод Ларионов — прокурор
- Юрий Шерстнёв — зампредсуда Коренев
- Гарик Сукачёв — секретарь суда Скрипко
- Сергей Серов — Матюхин, начальник тюрьмы
- Владимир Хрулёв — Копенкин
- Сергей Арцибашев — референт Сергей Николаевич
- Михаил Ремизов — Костя Звавич
- Татьяна Рогозина — Валя
- Александр Калугин — эпизод
- Ерванд Арзуманян — защитник
- Мария Барабанова — просительница
- Андрей Карташов — эпизод
- Николай Кузьмин — эпизод
- Александр Мохов — начальник коллегии защитников
- Анатолий Решетников — эпизод
- Александр Сажин — доносчик
- Виталий Яковлев — эпизод

## Съёмочная группа
- Сценарист: Мария Зверева
- Режиссёр-постановщик: Евгений Цымбал
- Оператор: Владимир Шевцик
- Композитор: Вадим Храпачев
- Художник: Евгений Черняев
- Звукооператор: Лия Беневольская
- Второй режиссёр: Галина Попова
- Второй оператор: Сергей Коммунар
- Художник по костюмам: Татьяна Личманова
- Монтажёр: Элеонора Праксина
- Художник-гримёр: С. Барсуков
- Оператор комбинированных съёмок: Григорий Зайцев
- Редактор: Вячеслав Хотулёв
- Музыкальный редактор: А. Беляев
- Директор: Николай Гаро

## Реакция критики
… конечно, правы те, <…> кто увидел в картине не фотографический слепок со времени, а притчу. Другое дело, что притча у Евгения Цымбала реализована без привычной в таких случаях подчёркнутой условности, а через изображение среды вполне овеществлённой, осязаемой, конкретной.
Фильм Евгения Цымбала на этом фоне был бы совсем безусловным, если бы не заглавный герой, который не просто этически противопоставлен другим персонажам фильма, но словно бы наделён нашим сегодняшним горьким осознанием событий 30—40-х годов. По существу механизм восприятия картины таков, что мы постигаем её мир через Седова. Идентифицируясь с ним. Вживаясь вместе с ним в чуждое нам бытие.
Режиссёр настойчиво сталкивает в картине игровой материал с материалом документальным, вымысел с достоверностью, но вовсе не потому, что наивно рассчитывает «срастить» эти пласты, а потому, что воссоздаёт на экране откровенную версию «утраченного времени», разгадать которое ни хроника, ни самый фантастический домысел сами по себе не помогут.— Вячеслав Шмыров, «Искусство кино» № 9 1989
Высоко оценив фильм, рецензент выразил беспокойство, что он может не обрести популярность в СССР из-за своего метража, из-за которого будет показан лишь в составе одного из непопулярных альманахов. 

В сорок минут этой среднеметражной чёрно-белой картины режиссеру удалось вместить одно из самых емких высказываний о природе тоталитарного государства. Фильм поражает, прежде всего, ощущением невероятной достоверности. Как будто германовский гений ночевал в этих пыльных прихожих, черных автомобилях, заплаканных глазах без пяти минут вдов. Но здесь и следа нет от германовского многоголосья. История предельно сжатая и внятная. <…> Удивительные лица в этой картине! Им веришь безоговорочно. <…> Для чёртова этого колеса нет никакой логики и закона, оно катится, не разбирая пути. И если кого не прошибёт холодный пот узнавания от финальных кадров фильма, как прошибает он самого артиста Ильина, так тот, наверно, просто давно не глядел в окно.— Асса Новикова. Сеанс, 2013

## Награды
- 1988 — специальный приз жюри на МКФ в Мангейме (Евгений Цымбал)[3];
- 1988 — премия FIPRESCI на МКФ в Мангейме (Евгений Цымбал)[3];
- 1988 — приз имени Л. Гиш за лучший сценарий на МКФ «Женщины в кино» в Лос-Анджелесе (Мария Зверева)[4];
- 1988 — гран-при на ВКФ «Молодость» в Киеве (Евгений Цымбал)[3].
- 1989 — приз BAFTA (The British Academy of Film&Television Arts) за лучший к/м фильм года (Евгений Цымбал)[3];
- 1989 — специальный приз жюри на «Фестивале Свободы» в Сопоте (Евгений Цымбал)[4];
- 1991 — приз за лучший чёрно-белый фильм на МКФ в Корке (Евгений Цымбал)[4].